# 稲葉蛟児
稲葉 蛟児（いなば こうじ、1904年2月11日 -1989年9月2日）は、日本の映画監督、脚本家である。出生名稲葉 義信（いなば よしのぶ）、戸籍上は母姓の上田 義信（うえだ よしのぶ）であった。脚本家としては物部 晋太郎（もののべ しんたろう）等、監督としては一時稲葉 大三郎（いなば だいざぶろう）を名乗った。昭和初年のマキノ・プロダクションの新人監督であり、同社の解散後は永年インディペンデント畑を歩き、トーキー時代になってもサイレント映画の娯楽剣戟を手がけ続けた。

## 来歴・人物
1904年（明治37年）2月11日、静岡県清水市に生まれる。旧制静岡県立静岡中学校（現在の静岡県立静岡高等学校）を卒業、ムービーカメラの研究を目指して東亜キネマ甲陽撮影所の現像部に入社した。その後、撮影助手に転向、21歳となった1925年（大正14年）、阪東妻三郎プロダクション製作、二川文太郎監督の『雄呂血』で撮影技師・石野誠三の助手「稲葉蛟児」として、クレジットされた。そのままマキノ・プロダクション御室撮影所に入社、二川そして牧野省三に師事する。
1928年（昭和3年）、脚本家・西條照太郎の第1回監督作品『強者』を撮影途中から肩代わりして完成に導き、初めて監督としてクレジットされた。翌月の『間者』はマキノ正博・松田定次との共同監督作品で、本格的監督デビュー作は「物部晋太郎」名義でオリジナル脚本を書き下ろした河津清三郎主演作、『傴僂の兄貴』であった。翌1929年（昭和4年）3月1日に公開されたマキノ省三監督の『大化新政』では、8人もの同社の若手監督が「監督補助」として名をつらねた渾身の作で、そこにも稲葉はクレジットされた。しかしその省三も同年7月25日に急逝、同年9月には、長男・正博による新体制が発表され、デビュー2年目の稲葉の名も「監督部」に刻まれた。
マキノ・プロダクション倒産後の1932年（昭和7年）、市川右太衛門プロダクションに移籍、谷崎十郎主演の『水戸黄門漫遊記 長次快心の巻』を皮切りに、谷崎主演の第二部ものを中心に監督、志波西果監督の『幽霊刀』にオリジナル脚本を提供した。1935年（昭和10年）には、旧マキノの御室撮影所を「エトナ映画京都撮影所」と改称した田中伊助のエトナ映画社に参加して2作を撮り、同年、極東映画社に移籍、大手がトーキーに躍起になっている時代にサイレントの剣戟映画を量産した。1936年（昭和11年）には全勝キネマで引き続き無声の剣戟映画を撮った。
1937年（昭和12年）には、その間に設立して解散したマキノ正博のマキノトーキー製作所の跡地に設立された今井理輔の今井映画製作所に移籍、インディペンデント畑を歩きに歩いてようやくトーキー映画を手がけることとなった。しかしここでも『平手造酒』など3作を監督して、同社もまた、1938年（昭和13年）の東宝への吸収合併となった。同社にいた土肥正幹こと鈴木桃作、助監督の御代荘輔とともに東宝映画京都撮影所に入社した。その後、大陸に渡り、1940年（昭和15年）の東宝と華北電影の合作映画『熱砂の誓ひ』前・後篇では、森田信義プロデュースのもと、本名の「稲葉義信」名義で製作主任をつとめている。
第二次世界大戦後の1949年（昭和24年）、京都に設立された東横映画でマキノ光雄プロデュースのもと、松田定次監督の『獄門島』が製作されるさいに、元マキノ・プロダクションのメンバーが呼び集められ、すでに監督としてのキャリアがあった萩原遼や宮城文夫とともに、「稲葉義信」名義で松田の助監督をつとめた。1951年（昭和26年）には大京映画で『陰獣をめぐる七人の女』をふたたび「稲葉蛟児」名義で監督した。
その後、1970年代には宝塚映画製作所に所属、テレビ映画や劇場用映画の製作や演出を行っていたようだが、その後の消息はわからない。1989年（平成元年）9月2日、死去した。満85歳没。

## おもなフィルモグラフィ
- 雄呂血　1925年　総指揮マキノ省三、監督二川文太郎、撮影石野誠三、主演阪東妻三郎　※撮影助手
- 強者　1928年　脚本西条章太郎、撮影田中十三、主演嵐長三郎、松浦築枝　※監督デビュー作
- 間者　1928年　総指揮マキノ省三、共同監督マキノ正博・松田定次、脚色山上伊太郎、撮影大森伊八、主演市川小文治
- 傴僂の兄貴　1928年　原作・脚本物部晋太郎（稲葉蛟児）、撮影木村角山、主演河津清三郎
- 大化新政　1929年　総監督・原案マキノ省三、監督補助二川文太郎・金森万象・マキノ正博・松田定次・中島宝三・押本七之助・吉野二郎、脚色瀬川与志、撮影松浦茂・三木稔・石野誠三・大塚周一・田辺憲二・木村角山・大森伊八・山本米吉、主演南光明、高木新平　※監督補助
- 真田十勇士　製作マキノ正博、共同監督金森万象・滝沢英輔・三上良二・久保為義、原作八田尚之、脚本藤田潤一、撮影松浦茂・大塚周一・木村角山・大森伊八・野村金吾・下村健二、主演南光明、谷崎十郎、沢村国太郎
- 水戸黄門漫遊記 長次快心の巻　1932年　原案山口天龍、主演谷崎十郎
- 平手造酒　1937年　脚本小鍛冶泰祐、撮影福田三郎、音楽白木義信、海江田譲二、上田吉二郎　※トーキー
- 獄門島　企画・製作マキノ光雄、監督松田定次、監督助手萩原遼・宮城文夫、原作横溝正史、脚本比佐芳武、撮影伊藤武夫、主演片岡千恵蔵　※監督助手
- 陰獣をめぐる七人の女　1951年　主演原健作、上田吉二郎

## 註
1. 1 2  立命館大学衣笠キャンパスの「マキノ・プロジェクト」サイト内の「菅家紅葉氏談話」の記述を参照。
2. 1 2  『日本映画監督全集』（キネマ旬報社、1976年）の「稲葉蛟児」の項（p.220）を参照。同項執筆は滝沢一。
3. ↑  立命館大学衣笠キャンパスの「マキノ・プロジェクト」サイト内の「1929年 マキノ・プロダクション御室撮影所 所員録」の記述を参照。
4. ↑  『日本映画監督全集』（キネマ旬報社、1976年）の「土肥正幹」の項（p.270）を参照。同項執筆は岸松雄、協力児井英生、御代荘輔。